# Гуми (село)
Гуми (таб. Ккуми) — село в Табасаранском районе Дагестана. Входит в сельское поселение «Сельсовет Гуминский».

## География
Расположено в 9 км к юго-западу от районного центра села Хучни, недалеко от административной границы с Хивским районом.

## История
Название села произошло от слова гум — недоеная скотина. Дело в том, что в летнее время скот окрестных сел пригоняли на откорм в горы. Представители сел для выбора пастуха такого стада собирались в местности, где сейчас расположено село Гуми, впоследствии здесь и образовалось село.
Село существует уже много веков. В 1951 году научным сотрудником Института археологии Дагестанского филиала Академии наук СССР Г. Ихиловым при участии студентов исторического факультета Дагпединститута А. Кашимова и И. Махмудова (гуминцев) была проведена раскопка в местности Хифарикки около села и была обнаружена еврейская могила, что подтверждает, что село это существовало ещё до распространения ислама в Дагестане.
В настоящее время значительная часть гуминцев проживает в городе Дагестанские огни, переселившись туда после землетрясения в 1966 году.

## Население
| 1895 | 1926 | 1939 | 1970 | 1989 | 2002 | 2010 |
| ---- | ---- | ---- | ---- | ---- | ---- | ---- |
| 256  | ↘251 | ↗291 | ↘257 | ↘227 | ↗310 | ↘258 |
| 2021 |      |      |      |      |      |      |
| ↗310 |      |      |      |      |      |      |

## Известные уроженцы
Казиев Шамиль Рамазанович – поэт, писатель, переводчик, редактор Дагучпедгиза, лауреат государственной премии Дагестана им. Сулеймана Стальского, Всероссийской литературной премии им. Петра Ершова для детей и юношества, заслуженный работник культуры Дагестана, награжден многими почетными грамотами и медалями.